# Gnädig
Gnädig is een historisch merk van motorfietsen.
De bedrijfsnaam was Franz Gnädig, Berlin-Oberschöneweide.
Franz Gnädig had in 1919 samen met de broers Peter, Oskar en Max Krieger het merk Krieger-Gnädig opgericht. Ze maakten voor die tijd zeer moderne motorfietsen, met een langsgeplaatste 500cc-kopklepmotor en asaandrijving. De machines waren echter erg duur, en toen er in 1921 niet meer dan 100 verkocht waren fuseerde het merk met Cito in Suhl. De gebroeders Krieger begonnen meteen weer motorfietsen te produceren onder de naam Original-Krieger en ook Franz Gnädig begon voor zichzelf. In 1925 kwam hij op de markt met een eveneens moderne 350cc-kopklepmotor, maar in 1926 verkocht hij het ontwerp aan de motorenfabriek Kühne. Zelf trad hij in dienst bij Diamant, waar hij in 1927 bedrijfsleider werd.